# BSV Savosa
Handbal Vereniging Savosa of Barendrechtse Sportvereniging Savosa is een handbalvereniging in Barendrecht. HV Savosa is opgericht op 1 juli 2002. De thuisbasis van HV Savosa is Sportpark Aksent. Savosa staat voor Samenvoeging Sprongschot Ancora.

## Geschiedenis
De Barendrechtse vereniging is ontstaan toen de twee handbalverenigingen Sprongschot en Ancora na een samenwerking uiteindelijk zijn gefuseerd. 

## Teams
HV Savosa heeft 2 damesseniorenteams en 1 herenseniorenteam, een herenrecreanten en  een dames recreanten team. 
Bij de jeugd heeft Savosa 1 dames A team, 2 dames B teams, 1 dames C team. Verder heeft Savosa 4 D teams, 1E team en 2 F teams.

## Tenue
Het tenue van Savosa bestaat uit een zwart/blauw shirt en een zwarte broek.